# Mark Zuckerberg
Mark Elliot Zuckerberg, född 14 maj 1984 i White Plains i delstaten New York, är en amerikansk IT-entreprenör. Han är medgrundare av den sociala nätverkstjänsten Facebook (grundad 4 februari 2004) och äger 28 procent av företaget.

## Biografi
Zuckerberg kommer från ett föräldrahem som praktiserar judendom, men ser sig själv som ateist. Han är uppvuxen i småstaden Dobbs Ferry i delstaten New York. Zuckerberg kan både läsa och skriva på fem språk: engelska, franska, latin, klassisk grekiska och hebreiska.[källa behövs] Han talar och förstår åtminstone även kinesiska.
Zuckerberg startade Facebook tillsammans med klasskamraterna Dustin Moskovitz, Eduardo Saverin och Chris Hughes när han var student vid Harvard University. Innan dess hade han några mindre framgångsrika projekt på Internet. 2006 avslutade han sina psykologistudier utan examen. Olika källor uppskattar företagets värde mellan 3 och 15 miljarder dollar. Microsoft listade Facebook i maj 2008 med ett värde på 15 miljarder dollar. Nuvarande marknadsvärde för Facebook är cirka 751 miljarder dollar (2020-09-17). 
Zuckerberg hade i april 2010 en uppskattad förmögenhet på 6,9 miljarder dollar och i oktober 2009 var han den yngsta dollar-miljardären i världen. Enligt Zuckerberg själv bor han fortfarande i en mindre lägenhet i San Francisco. Enligt tidningen Forbes uppgår Zuckerbergs totala förmögenhet för närvarande (september 2020) till ungefär 96,9 miljarder dollar och gör honom därmed till världens 3:e rikaste person.
I en intervju som Zuckerberg 2010 gav till bloggen TechCrunch som främst drivs av Mike Arrington förklarade han, att han betraktar det att ha en endast "privat sfär" som något otidsenligt. Vidare sade han att den privata sfären är ett gammaldags koncept då allt fler Internetanvändare öppnar sin identitet på webben. Zuckerberg berättade för författaren David Kirkpatrick (The Facebook Effect) att han betraktar personer som skapar sig flera identiteter i webben som ett exempel på bristande personlig integritet.
Zuckerberg förklarade att han ser filmen Social Network, som släpptes i oktober 2010 i USA och som beskriver Facebooks uppkomst, med skepsis. Enligt regissören David Fincher avvisades alla försök till samarbete med Zuckerberg själv och företaget Facebook.
I september 2010 stödde Zuckerberg flera skolor i Newark i New Jersey med totalt 100 miljoner dollar och han tänker även instifta en stiftelse för utbildning.
2010 utsågs Zuckerberg till Time Person of the Year av tidningen Time. 

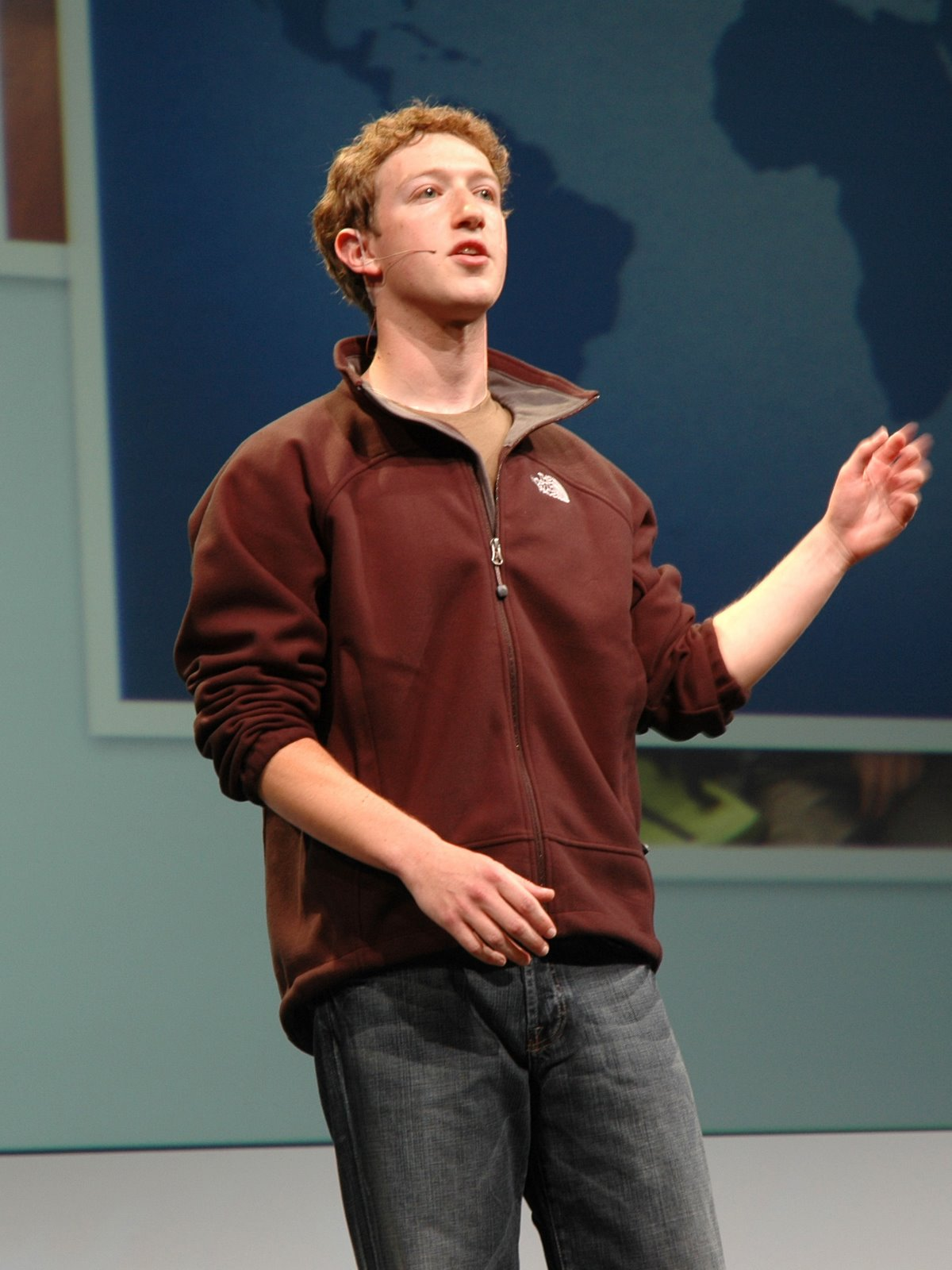
Mark Zuckerberg på Facebooks första F8-konferens, en årlig konferens som hålls av Facebook, som hölls den 24 maj 2007, på San Francisco Design Center i San Francisco

När han studerade på Harvard hackade han sig in på skolans nätverk och stal bilderna från studenternas id-kort och blev då anklagad för dataintrång, upphovsrättsbrott och för att ha kränkt personliga integriteten.

## Privat
Sedan februari 2024 äger Zuckerberg megayachten Launchpad, som kostade honom totalt 300 miljoner dollar att färdigställa.